# Jordanita tenuicornis
Jordanita tenuicornis là một loài bướm đêm thuộc họ Zygaenidae.
Loài này có ở miền nam và trung nước Ý và Sicilia.
Chiều dài cánh trước là 10-12,8 mm đối với con đực và 8-10,8 mm đối với con cái.
Ấu trùng non của loài turatii ăn các loài Carlina vulgaris và Centaurea ambigua, còn ấu trùng của phân loài cuộn lá cây Cirsium arvense và Centaurea.
Cá thể trưởng thành mọc cánh từ tháng 4 (trên đảo Sicilia) tới tháng 7 (miền núi nước Ý).

## Phân loài
- Jordanita tenuicornis tenuicornis (phía nam Ý và Sicilia)
- Jordanita tenuicornis turatii (Bartel, 1906) (miền trung Ý)